# Hadar Josef
Hadar Josef (hebr. הדר יוסף; Most Josefa) – osiedle mieszkaniowe w Tel Awiwie, znajdujące się na terenie Dzielnicy Drugiej.

## Nazwa

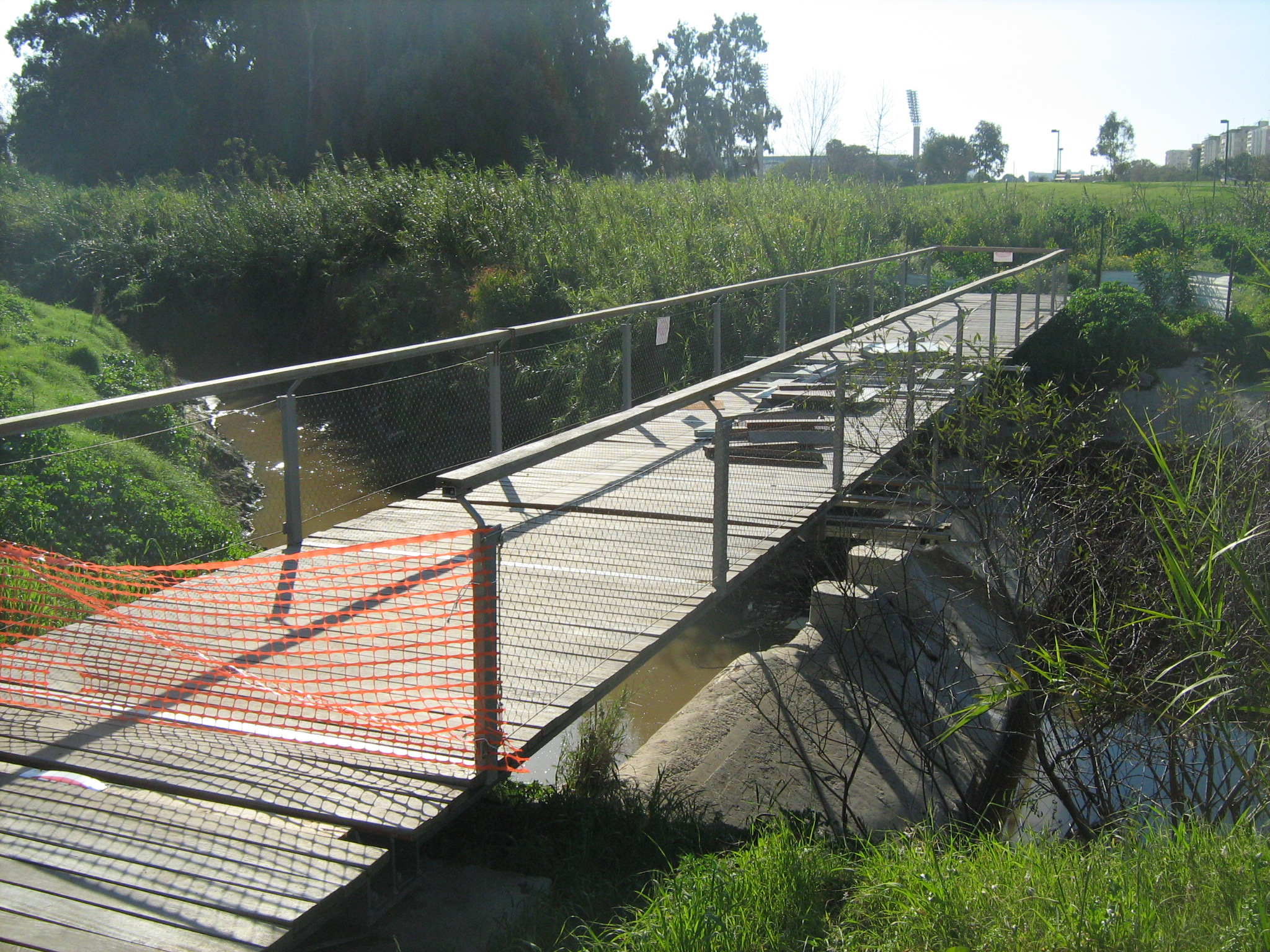
Most Dziesięciu Młynów – zdjęcie z okresu prac remontowych w lutym 2009. Pod mostem widoczne pozostałości dawnej tamy spiętrzającej wodę na potrzeby młyna

Pierwszy człon nazwy "Hadar" odnosi się do nazwy mostu Tahont Al Hadar (hebr. עשר טחנות; Most Dziesięciu Młynów), który został wybudowany na rzece Jakron pod koniec lat 30. XX wieku. Współczesny most, stojący tuż przy osiedlu, znajduje się dokładnie w miejscu starego mostu.
Natomiast drugi człon nazwy "Josef" odnosi się do osoby Josepha S. Aliszera, który zainicjował zakup tutejszych gruntów od arabskiej wioski Abu Kishka (arab. ابو كشك).

## Położenie
Osiedle leży na nadmorskiej równinie Szaron. Jest położone w północno-wschodniej części aglomeracji miejskiej Tel Awiwu, na północ od rzeki Jarkon. Zachodnią granicę osiedla stanowią ulice Bnei Ephraim i HaRav Mark, za którymi znajduje się osiedle Ma’oz Awiw. Na północy za ulicą Mivtsa Kadesh znajduje się osiedle Ne’ot Afeka. Na wschodzie za ulicą Yad HaMa'avir znajduje się osiedle Newe Dan. Południową granicę wyznacza linia kolejowa oraz rzeka Jarkon, za którymi znajduje się Park ha-Jarkon oraz miasto Ramat Gan.

## Historia
Plany utworzenia osiedla w tym miejscu powstały już w 1946, jednak pierwsi mieszkańcy osiedlili się dopiero w 1951.

## Architektura
Zabudowa osiedla składa się z budynków wielorodzinnych, w większości 8-rodzinnych. We wschodniej części znajduje się Park Frankfurt.
Większość tutejszych ulic posiada nazwy upamiętniające żydowskie społeczności zniszczone podczas Holokaustu – Odessa, Warszawa, Lwów, Budapeszt, Łódź, Białystok, Czerniowce, Brześć oraz Jassy.

## Edukacja
W osiedlu znajduje się szkoła podstawowa David Yellin.

## Religia
Przy ulicy Kehilat Lvov jest synagoga, natomiast w północno-zachodniej części osiedla jest jesziwa Rambam.

## Sport i rekreacja

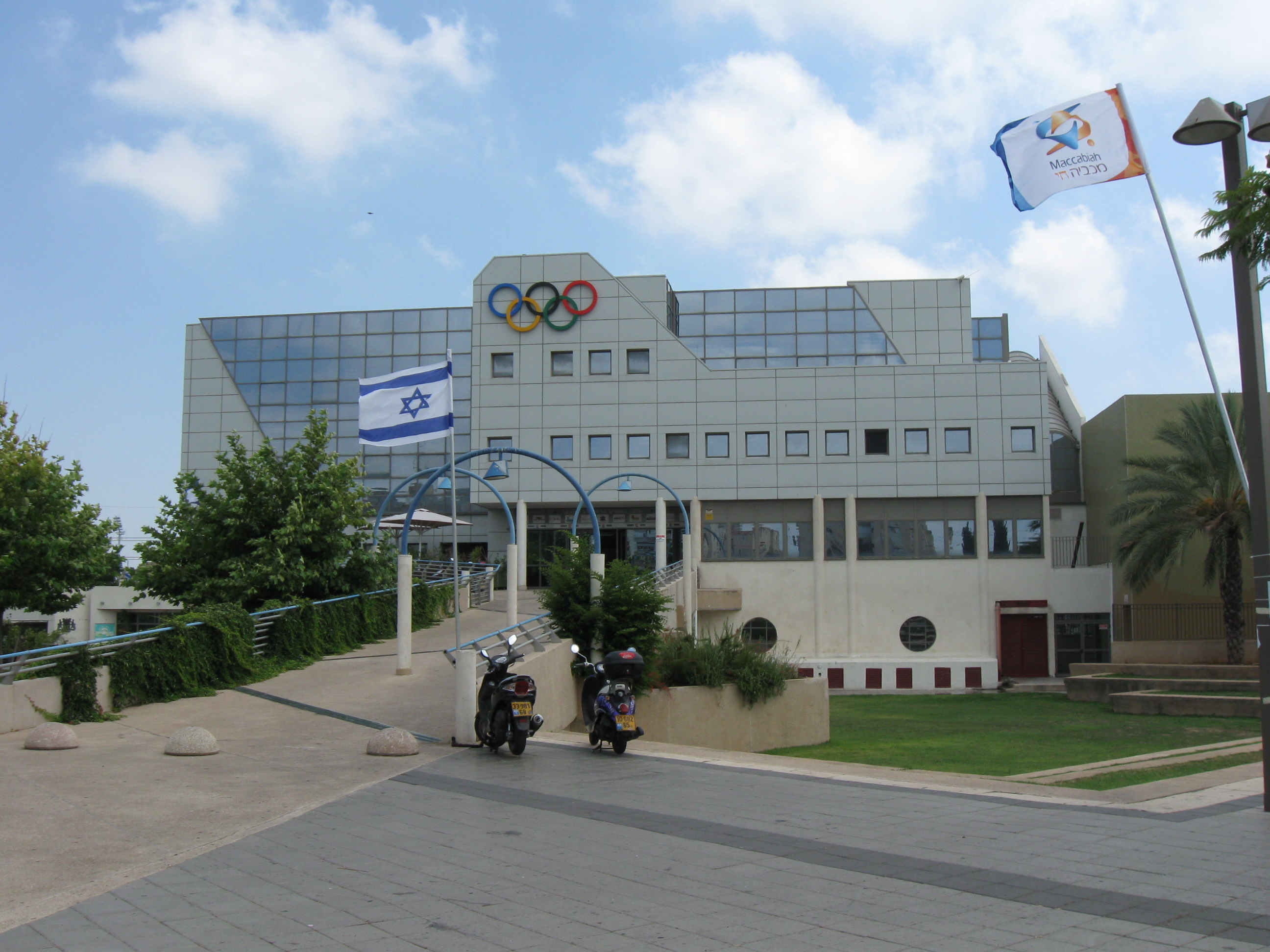
Izraelski Komitet Olimpijski

W południowej części osiedla, nad rzeką Jarkon znajduje się siedziba Izraelskiego Komitetu Olimpijskiego. Tuż obok znajduje się kompleks stadionów sportowych. Jest tutaj stadion do piłki nożnej Hadar Josef Stadium oraz stadion lekkoatletyczny, na którym są rozgrywane Mistrzostwa Izraela w lekkoatletyce. Przy stadionie znajdują się biura Izraelskiego Związku Lekkiej Atletyki oraz Izraelskiego Związku Judo.
Znajduje się tutaj także kompleks kortów tenisowych.

## Gospodarka
W osiedlu znajdują się trzy centra handlowe.

## Infrastruktura
W osiedlu znajdują się dwie przychodnie zdrowia, dwie apteki oraz urząd pocztowy.

## Transport
Blisko wschodniej granicy osiedla przebiega droga nr 482  (Tel Awiw-Herclijja). Jadąc nią na północ, dojeżdża się do autostrady nr 5  (Tel Awiw-Ari’el). Natomiast jadąc ulicą Bnei Ephraim, a następnie Rokah na południowy zachód, dojeżdża się do autostrady nr 20  (Ayalon Highway).
W pobliżu osiedla znajduje się stacja kolejowa Bene Berak.